# Manuel Baca
General Manuel Baca fue un militar mexicano que participó en la Revolución mexicana. Nació en Parral, Chihuahua. En 1910 se incorporó al movimiento maderista de su estado natal, encabezado por el General Pascual Orozco, hijo; pues Manuel Baca fue miembro del Estado Mayor de este. Sin embargo, al desconocer Pascual Orozco Vázquez al presidente Francisco I. Madero se incorporó a las fuerzas del General Francisco Villa en San Andrés de la Sierra. Fue comisionado para escoltar y vigilar a Pascual Orozco Merino, padre de Orozco Vázquez, quién fue detenido por órdenes de Francisco Villa en la Hacienda de La Concepción. Posteriormente formó parte de la famosa escolta de “Dorados” de Francisco Villa. Murió el 21 de marzo de 1916 en un combate en Ciudad Guerrero, Chihuahua. 